# Надежда (шахта)
Государственное открытое акционерное общество «Шахта „Надежда“» — угольная шахта во Львовско-Волынском угольном бассейне. Название до 2000 года — шахта «Великомостовская № 9». 
Входит в Производственное объединение Государственное коммунальное хозяйство «Львовуголь».
Шахта была пущена в строй в 1962 году. В 2003 году добыто 178 тысяч тонн угля. Добыча угля ведется с применением комплексов МКД90, креплений КД90.

## Адрес
Шахта расположена в городе Сосновка, подчинённом горсовету города Червоноград, Львовская область, Украина.